# Rhiginia lateralis
Rhiginia lateralis är en insektsart som först beskrevs av Amédée Louis Michel Lepeletier och Jean Guillaume Audinet Serville 1825.  Rhiginia lateralis ingår i släktet Rhiginia och familjen rovskinnbaggar. Inga underarter finns listade i Catalogue of Life.